# アグデル大学
座標: 北緯58度9分46.82秒 東経8度0分11.6秒 / 北緯58.1630056度 東経8.003222度

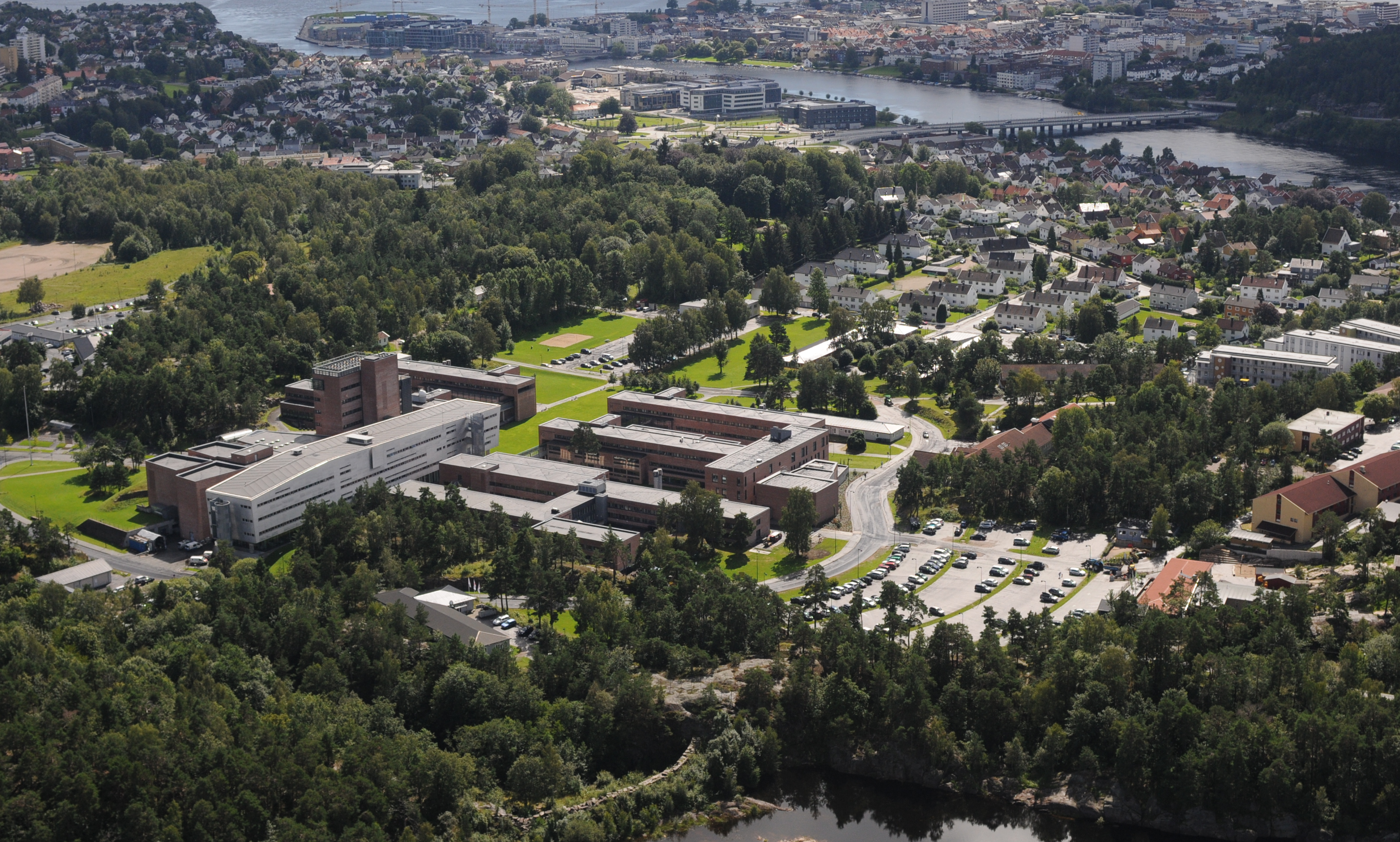
クリスチャンサンキャンパスの全景

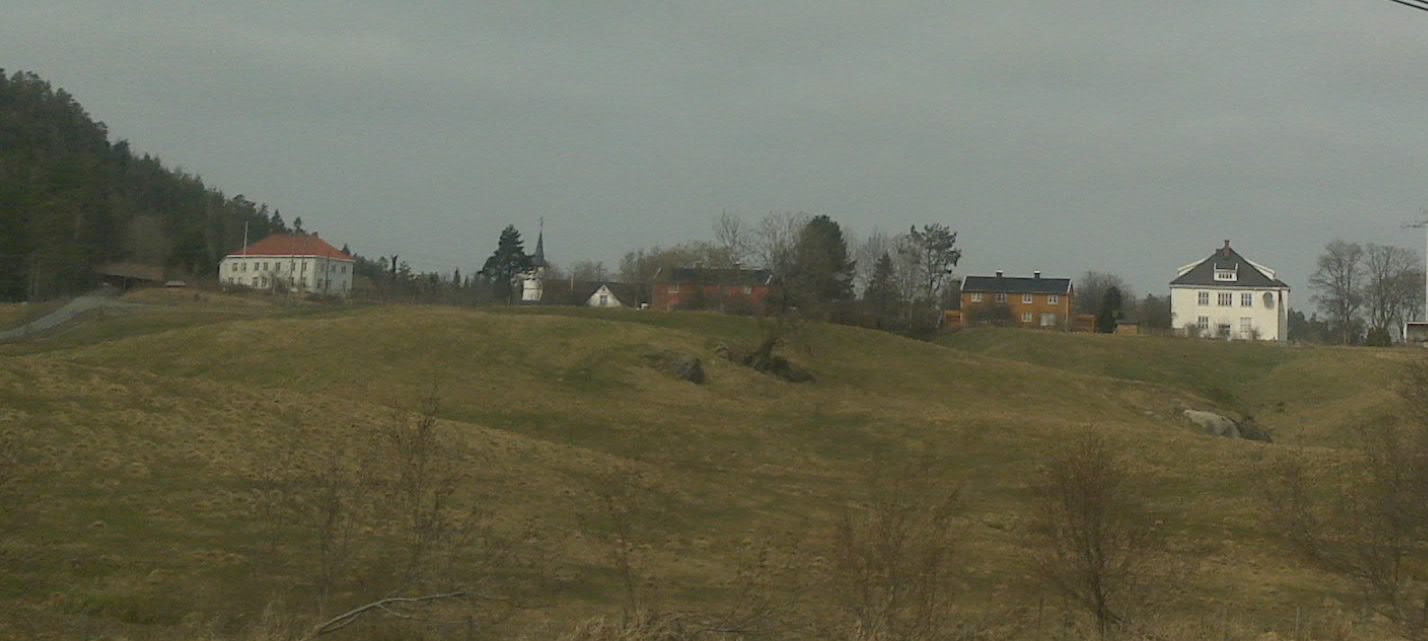
クリスチャンサンキャンパス、教員養成センター

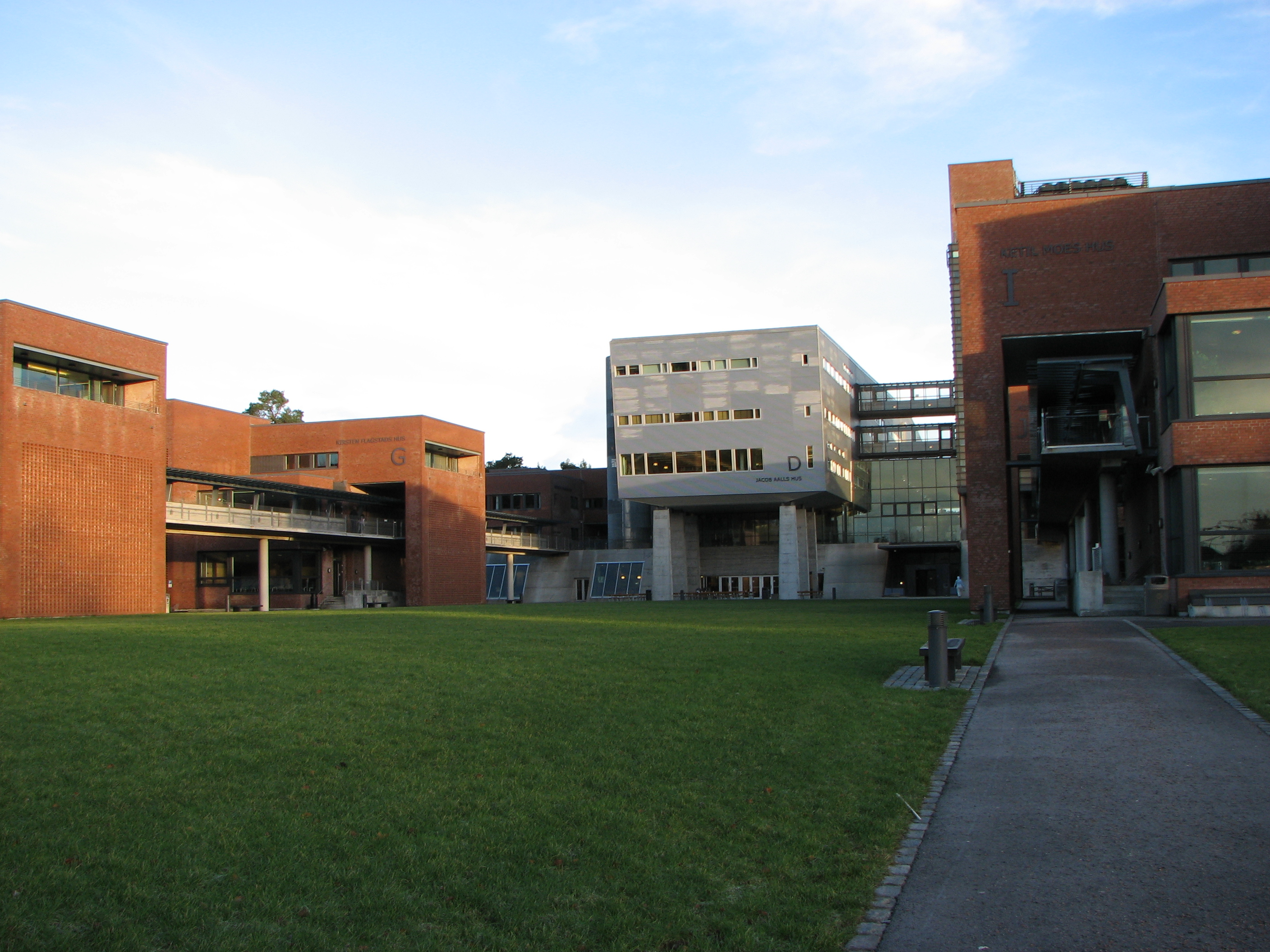
クリスチャンサンキャンパス

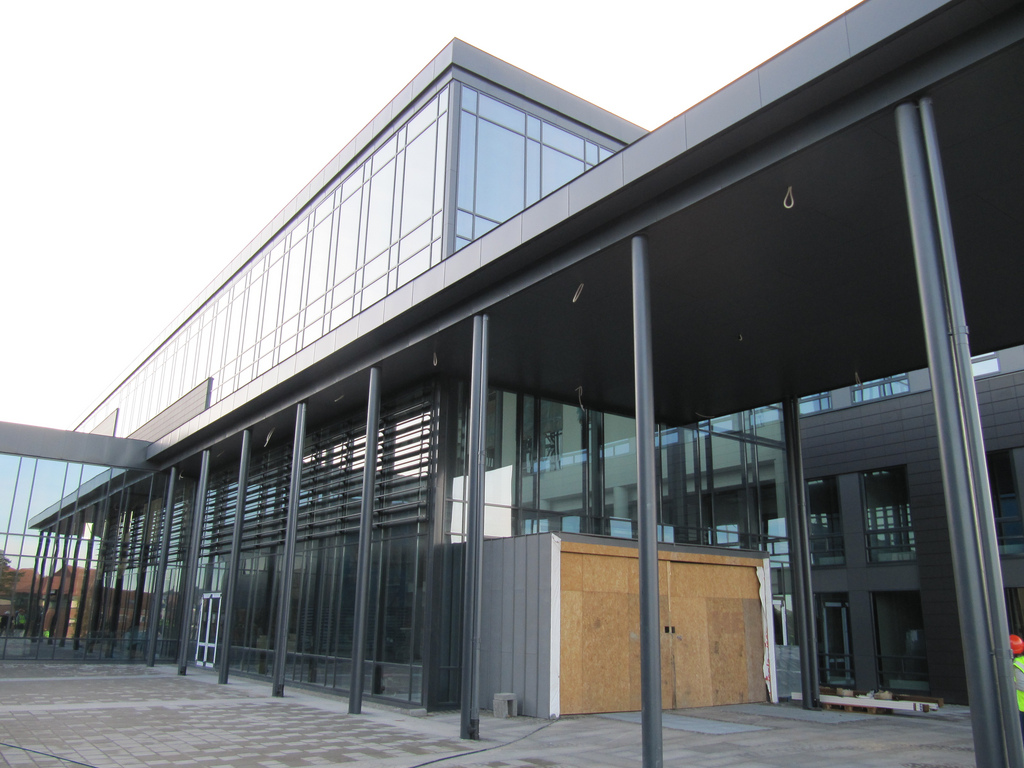
グリムスタキャンパス、正面玄関

アグデル大学（ノルウェー語：Universitetet i Agder, UiA）は、以前はアグデル・カレッジ、アグデル・ユニバーシティ・カレッジとして知られていた、ノルウェーのクリスチャンサンとグリムスタにキャンパスを持つ国立大学である。
アグデル大学は、1994年にアグデル・ユニバーシティ・カレッジ（Agder University College）と高等専門学校、看護学校など5つのカレッジが合併してユニバーシティ・カレッジ（høgskole）として設立された。

## 沿革
アグデル地方の大学構想は、まったく新しいものではない。ヨハン・フリードリッヒ・ストルエンゼーは、デンマーク・ノルウェー連合の統治者としての短い期間に、コペンハーゲン大学の改革を計画した。彼はトロンハイムのヨハン・エルンスト・グンネルス司教に、より詳細な計画を立てるよう命じた。グンネルスは1771年、ノルウェーに新しい大学を設立し、クリスチャンサンに置くことを提案した。
クリスチャンサンを大学都市として提案した動機については議論がある。いずれにせよ、ノルウェー初の大学の設立計画が実行に移る際には、クリスチャンサン構想は白紙に戻された。最終的に1811年、ノルウェー初の大学をクリスチャニア（オスロ）に設立することが決議された。
クリスチャンサンに総合大学であるアグデルが設立されるのはずっと先のことだったが、質の高い教育を受けた労働者の必要性が高まるにつれ、アグデル地方の各地にいくつかの小規模な単科大学が設立された。最初のChristiansands Stiftsseminarium på Holt（後にクリスチャンサン教育大学として知られる）は、1839年にアウスト・アグデルのホルトに設立され、ノルウェーで最も古い高等教育機関のひとつとなった。その後、アレンダル看護大学（1920年）、アグデル音楽院（1965年）、アグデル地方工科大学（1967年）、アグデル地方大学（1969年）、クリスチャンサン看護大学（1976年）と続いた。
アグデル・ユニバーシティ・カレッジは、1994年の合併によって設立された。2007年9月1日、当学は大学としての認可を受け、アグデル大学となった。

## 組織と運営
アグデル大学（UiA)には共有リーダーシップがある。学長は大学理事会の長となり、学術プログラムや活動に責任を持つが、教職員と学生によって選出される。対照的に、大学長は管理部門のトップであり、財務および管理業務に責任を負う。

## 学生生活
クリスチャンサンキャンパスに於ける大学の建物の中心は、正面玄関脇の「ワンダリングホール」から食堂まで伸びる軸である。図書館、2つのカフェ、書店、大講堂などがこの軸に沿って配置されている。
毎年秋になると、経験豊富な学生たちが新入生を歓迎するために、イベント、スタンド、競技会、「社交グループ」などを企画する。また、文化、慈善、スポーツなどの団体も組織している。これに加えて、UiAではキャンパス内に学生用の宿泊施設とジムを提供しており、学生は割引価格で会員になることができる。施設には、設備の整ったジム、クロスフィットルーム、プール、サウナ付きの更衣室などがある。
クリスチャンサンキャンパスでは、ほぼ全てのスポーツ活動がクリスチャンサン学生連盟（KSI）によって組織され、グリムスタキャンパスではグリムスタ学生連盟（GSI）によって組織されている。会員資格は、UiAおよびこの地域の他の高等教育機関の学生のみである。両キャンパスのどちらか、または両方で行われているスポーツには、サッカー、ゴルフ、ハンドボール、フロアボール、バスケットボール、バレーボール、各種格闘技などがある。クリスチャンサンの男子学生ラクロスチームは、KSIから独立して運営されているため、特筆すべき例外である。KSIとGSIのチームは、地域リーグや全国大会に出場している。
また、UiAの学生は、いくつかのオーケストラや合唱団、政治団体、非営利・慈善団体、各プログラムに特化した団体を組織している。パブやコンサート会場の "Østsia"（東側/翼）と "Bluebox "は、それぞれクリスチャンサンキャンパスとグリムスタキャンパスにある。UiAの学生たちは、クリスチャンサンやグリムスタのダウンタウンにあるパブやバー、クラブによく出入りしているので、一般的なナイトライフを敬遠しているわけではない。
夏になると、学生たちはアグデルの風光明媚なビーチ沿いをぶらぶらする。クリスチャンサンの「シティ・ビーチ」は、暖かい季節には広く利用される場所であるが、バレーボールコートの待ち行列にはイライラさせられることもある。そのビーチで毎年開催されるフェスティバル「パルメサス」は、地元の人々や学生、観光客に人気のイベントだ。
世界各国の大学から留学生を受け入れており、ドイツ、フランス、イタリア、スイス、イギリス、スペイン、ポルトガル、オランダ、ルーマニア、ブルガリア、ベラルーシ、ウクライナ、カザフスタン、アメリカ、メキシコ、ベトナム、韓国、台湾、日本などがある。
日本の大学で協定を結んでいるのは、立教大学、立命館アジア太平洋大学（APU）、関西外国語大学である。これらの大学から毎年それぞれ2，3名が派遣される。

## 交通とインフラ
両キャンパスは、それぞれの市街地から少し離れた、ノルウェー東部・南部の主要道路のひとつであるE18号線沿いにある（E18号線は、クリスチャンサンキャンパスを過ぎると、同様に重要なE39号線になる）。
クリスチャンサンキャンパスは、市内中心部のバス通り沿いにあるため、市内のほぼ全てのバス路線が通っている。そのため、地元や近隣の市町村へのアクセスも抜群だ。また、駐車場もいくつかあり、学生にとっては非常にリーズナブルな価格（1日11kr）である。自転車のインフラもかなり親切に整備されている。キャンパスからクリスチャンサン・バス、鉄道、フェリー・ターミナルなどが位置する市内中心部（所要時間5～6分）やクリスチャンサン空港までは、複数のバス路線がある。

## 学部と研究
アグデル大学には6つの学部があり、教育学コースもある。

### 経営法学部
- 経済ファイナンス学科
- 経営学科
- 社会生活創造学科
- 法律学科

経営法学部はEFMDとAACSBのメンバーであり、2019年現在、その質の高い教育が国際レベルで評価され、AACSBの認定を受けている。

### 社会科学部
- 開発学科
- 情報システム学科
- 政治経営学科
- 社会学科

### 芸術学部
- 音楽学科（クリスチャンサン）
- 映像演劇学科（クリスチャンサン）

### 健康スポーツ科学部
- 公衆衛生・スポーツ・栄養学科（クリスチャンサン/グリムスタ）
- 保健看護科学科（クリスチャンサン/グリムスタ）
- 精神衛生学科 (クリスチャンサン/グリムスタ)

### 人文教育学部
- 外国語・翻訳学科 (クリスチャンサン/グリムスタ)
- 北欧・メディア研究学科（クリスチャンサン）
- 教育学科 (クリスチャンサン)
- 宗教・哲学・歴史学科（クリスチャンサン）

### 理学部
- 数理科学科 (クリスチャンサン)
- 自然科学科 （クリスチャンサン）
- 工学科（グリムスタ）
- 情報通信学科（グリムスタ）

### 教育学コース
教員養成プログラムは学際的な方法で編成されている。

## 研究所
- 学校実践におけるアカウンタビリティの実現
- 人工知能研究センター
- 知的ネットワーク・信号処理センター
- 経営システムセンター
- ケア研究センター
- 文化研究センター
- 開発研究センター
- 教授法センター
- デジタルトランスフォーメーションセンター（CeDiT）
- アントレプレナーシップセンター
- ヨーロッパ研究センター
- ジェンダー平等センター
- イノベーション・ワークライフ研究センター
- 国際経済・海運センター
- 多文化活動センター
- 海外ノルウェー研究センター
- 不動産センター
- 持続可能エネルギー・ソリューション・センター
- ノルウェー洋上風力エネルギーセンター（NORCOWE）

## 図書館
Agder University Research Archive (AURA)は、アグデル大学の教職員や学生の学術論文、学位論文、博士論文の全文デジタルアーカイブである。大学図書館がAURAを管理している。